# Солнечные часы «Уайтхёрст и сын»

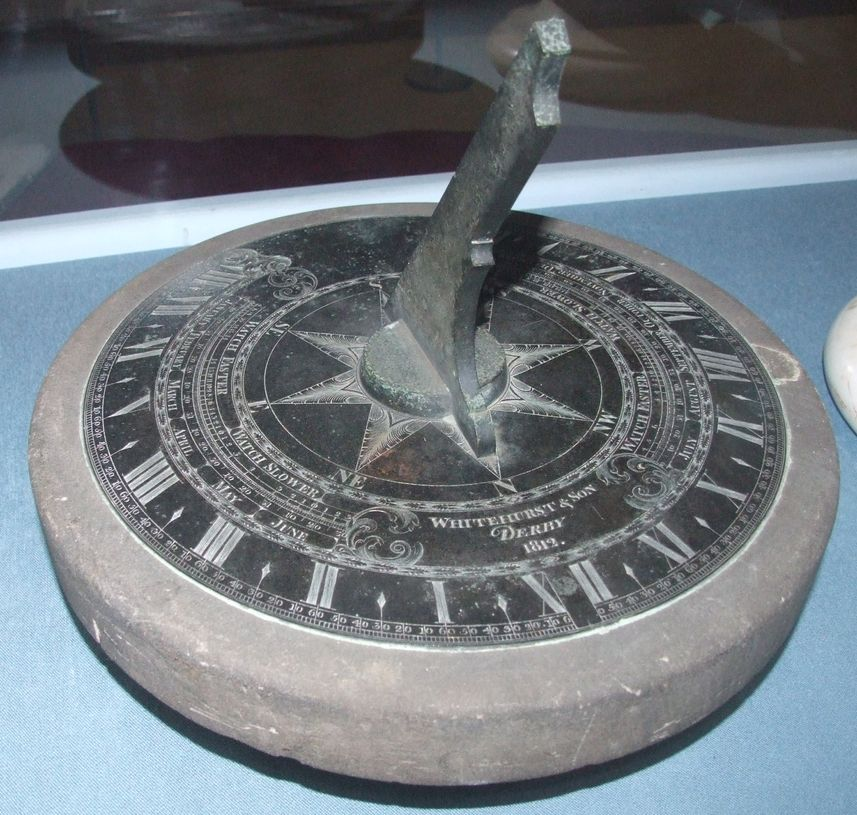
«Уайтхёрст и сын» в музее Дерби

Солнечные часы «Уайтхёрст и сын» (Whitehurst & Son) — солнечные часы, изготовленные в Дерби в 1812 году племянником Джона Уайтхёрста. В настоящее время находятся в музее и художественной галерее Дерби. Часы способны показывать время с точностью до минуты.

## Производитель
Семья Уайтхёрстов была известна в Дерби в качестве механиков. Джон Уайтхёрст (1713—1788) был родом из Конглтона, но свой часовой бизнес начал в Дерби. После назначения на должность инспектора весов он переехал в Лондон, а его дело продолжил племянник под маркой «Уайтхёрст и сын». Предприятие было известно своими башенными часами.

## Конструкция
Конструкция часов основана на понимании геометрии Солнечной системы, в частности того, как Солнце будет отбрасывать тень на плоскую горизонтальную поверхность. Каждый день в течение годового цикла тень будет отличаться от вчерашней; кроме того, тень отличается в зависимости от расположения часов, в частности их широты. В то же время долгота не имеет значения для отображения видимого солнечного времени. С другой стороны, учтено и то, что во время движения Земли вокруг Солнца по эллиптической орбите продолжительность дня незначительно меняется, давая совокупное отклонение от среднего значения до 16 минут в ноябре и феврале. Это отклонение, известное как составная часть уравнения времени, не бралось во внимание до тех пор, пока не появились более точные, чем солнечные, механические часы, которые могли показывать среднее местное время. Расписание движения поездов требовало неизменного времени полудня и постоянной продолжительности дня, что привело к появлению среднего времени по Гринвичу.
Эти бронзовые часы подписаны «Уайтхёрст и сын/Дерби/1812» (англ. «Whitehurst and Son/Derby/1812») и предположительно предназначались для Джорджа Бенсона Страта (младшего брата владельца хлопкопрядильной фабрики Уильяма Страта), для установки в его доме в Белпере.

### Гномон

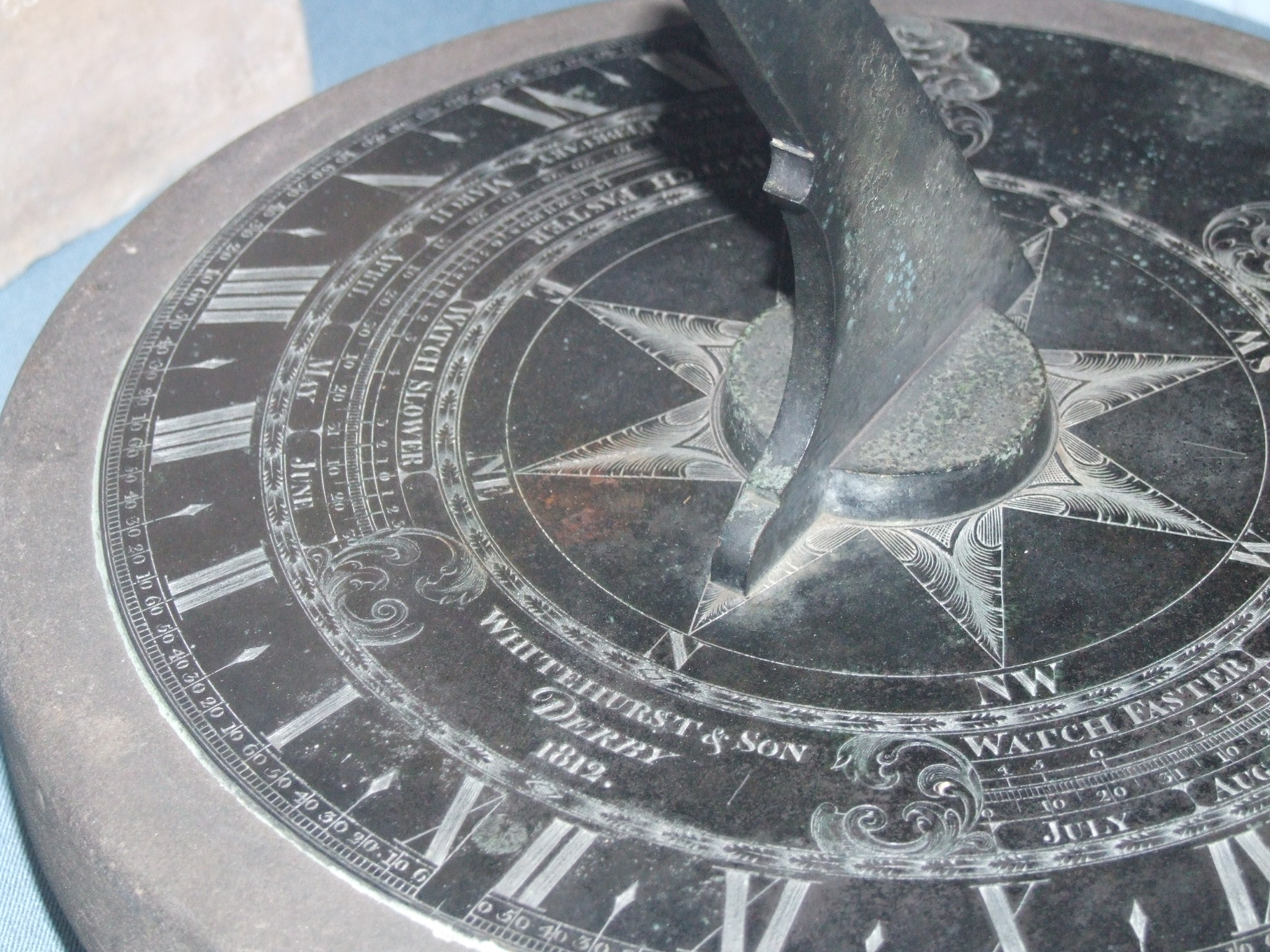

Часы добротно сделаны, имеют толстый гномон, одна сторона которого отбрасывает тень до полудня, а шпиль с другой стороны отбрасывает тень после полудня. Циферблат состоит из двух полукружий, разделённых утолщением шпиля. В таком варианте часов угол между циферблатом и шпилем в точности равен широте 53°1’49, на которой располагался дом Дж. Б. Страта. Циферблат должен был находиться точно горизонтально, однако в случае недалёких перемещений показания часов можно было подкорректировать, слегка меняя положение циферблата на поверхности. Например, в настоящее время солнечные часы находится на широте, меньшей на 0°6’49, или около 1/10 градуса на юг. Соответственно и нос гномона должен быть поднят на такую величину.

### Циферблат
В горизонтальных солнечных часах (или внешних) циферблат, на который падает тень, находится в горизонтальном положении, и он не перпендикулярен шпилю, как в часах, которые находятся на экваторе. Поэтому тень неравномерно подает на них в разное время; при создании часов приходится учитывать длину часовых черт. На циферблате выгравирована точность, длина часовой черты рассчитывается по формуле:
{\displaystyle \tan \theta =\sin \lambda \tan(15^{\circ }\times t)}
где λ — географическая широта солнечных часов (и угол между шпилем и горизонтом), θ — угол между принятой южной часовой чертами (которая всегда показывает настоящий север) на плоскости, а t - количество часов до или после полудня.

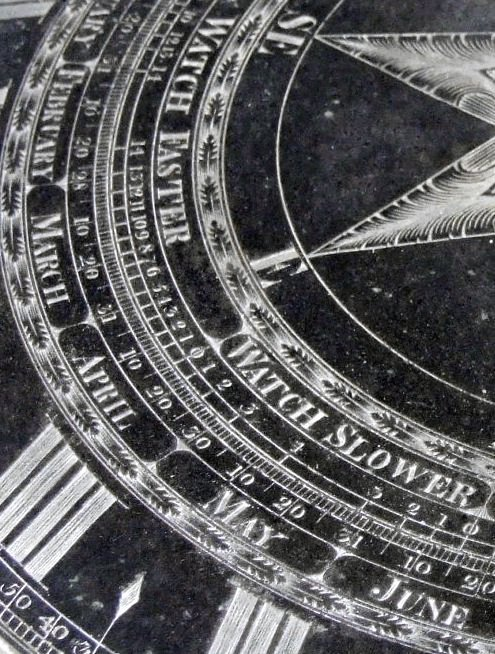
Шкалы конвертации уравнения времени

#### Расчёты
Для каждого часа от 1 до 6 рассчитывается формула. Например, в 3 часа пополудни, подставив в формулу значения 53,03 и 3, получим следующие расчеты:
| Один час    | 11,791779 |
| Два часа    | 24,219060 |
| Три часа    | 37,922412 |
| Четыре часа | 53,460042 |
| Пять часов  | 71,020970 |
| Шесть часов | 90,000000 |

Для часов до полудня получим такие же результаты, поскольку циферблат симметричный, остальные черты являются зеркальным отражением предыдущих. В такой же манере рассчитываются получасовые и минутные черты.

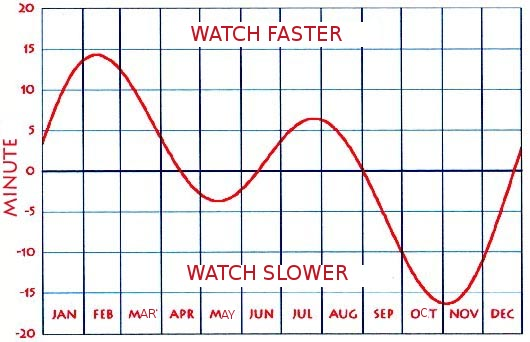
Уравнение времени

С помощью пары шкал на циферблате выполняется коррекция уравнения времени. Первая шкала предоставляет дату в месяцах и днях, а напротив этих значений на второй шкале обозначены минуты, в которые в этот день часы будет идти быстрее или медленнее. Выгравированы надписи «часы медленнее; часы быстрее; 15 апреля — первый день, когда не требуется пересчёт» (Watch Slower, Watch Faster. The 15th April is one day when no conversion needs to be made). По часам Уайтхёрстов можно было даже сверять карманные часы, которые на то время (1812) не всегда ходили корректно. К 1820 часовое производство было усовершенствовано: анкерный ход стал повсеместно признан, и отпала необходимость в частой калибровке.

## Другие часы
Ещё одни часы Уайтхёрстов, датируемые примерно 1800 годом, в 2005 были проданы в Дерби за 1850 фунтов стерлингов.